# Cao Bằng
Cao Bằng  (escucharⓘ) es la capital de la provincia de Cao Bằng, Vietnam, en la región Nordeste. Se encuentra a orillas del río Bằng Giang, a unos 30 kilómetros de la frontera con China. El distrito tenía una población de 84.421 habitantes, según el censo de 2012 .

## Clima
| Parámetros climáticos promedio de Cao Bang                                    | Parámetros climáticos promedio de Cao Bang | Parámetros climáticos promedio de Cao Bang | Parámetros climáticos promedio de Cao Bang | Parámetros climáticos promedio de Cao Bang | Parámetros climáticos promedio de Cao Bang | Parámetros climáticos promedio de Cao Bang | Parámetros climáticos promedio de Cao Bang | Parámetros climáticos promedio de Cao Bang | Parámetros climáticos promedio de Cao Bang | Parámetros climáticos promedio de Cao Bang | Parámetros climáticos promedio de Cao Bang | Parámetros climáticos promedio de Cao Bang | Parámetros climáticos promedio de Cao Bang |
| Mes                                                                           | Ene.                                       | Feb.                                       | Mar.                                       | Abr.                                       | May.                                       | Jun.                                       | Jul.                                       | Ago.                                       | Sep.                                       | Oct.                                       | Nov.                                       | Dic.                                       | Anual                                      |
| ----------------------------------------------------------------------------- | ------------------------------------------ | ------------------------------------------ | ------------------------------------------ | ------------------------------------------ | ------------------------------------------ | ------------------------------------------ | ------------------------------------------ | ------------------------------------------ | ------------------------------------------ | ------------------------------------------ | ------------------------------------------ | ------------------------------------------ | ------------------------------------------ |
| Temp. máx. media (°C)                                                         | 18.4                                       | 19.2                                       | 23.1                                       | 27.5                                       | 31.1                                       | 32.3                                       | 32.2                                       | 32.1                                       | 31.1                                       | 28.0                                       | 24.1                                       | 20.6                                       | 26.6                                       |
| Temp. media (°C)                                                              | 13.5                                       | 15.0                                       | 18.7                                       | 22.7                                       | 25.8                                       | 26.9                                       | 27.1                                       | 26.5                                       | 25.2                                       | 22.3                                       | 18.4                                       | 14.8                                       | 21.4                                       |
| Temp. mín. media (°C)                                                         | 10.5                                       | 12.1                                       | 15.8                                       | 19.5                                       | 20.3                                       | 23.6                                       | 23.9                                       | 23.4                                       | 21.8                                       | 19.1                                       | 15.2                                       | 11.3                                       | 18.0                                       |
| Lluvias (mm)                                                                  | 24                                         | 24                                         | 42                                         | 95                                         | 183                                        | 229                                        | 262                                        | 260                                        | 147                                        | 87                                         | 48                                         | 21                                         | 1422                                       |
| Días de lluvias (≥ 1 mm)                                                      | 10                                         | 10                                         | 12                                         | 14                                         | 15                                         | 17                                         | 18                                         | 19                                         | 14                                         | 12                                         | 9                                          | 8                                          | 158                                        |
| Horas de sol                                                                  | 62                                         | 56                                         | 93                                         | 120                                        | 186                                        | 150                                        | 186                                        | 186                                        | 180                                        | 155                                        | 120                                        | 124                                        | 1618                                       |
| Fuente n.º 1: Deutscher Wetterdienst (temperatura y precipitación, 1961–1990) |                                            |                                            |                                            |                                            |                                            |                                            |                                            |                                            |                                            |                                            |                                            |                                            |                                            |
| Fuente n.º 2: World Climate Guide                                             |                                            |                                            |                                            |                                            |                                            |                                            |                                            |                                            |                                            |                                            |                                            |                                            |                                            |